# Ekbert I de Meissen
Ekbert I (sau "Egbert") (d. 11 ianuarie 1068), membru al familiei Brunonen, a fost margraf de Meissen de la 1067 până la moarte.
La moartea tatălui său, Liudolf de Frizia din jurul anului 1038, Egbert a devenit conte de Braunschweig. Mama sa era Gertruda, sora papei Leon al IX-lea.
De asemenea, Ekbert a moștenit celelalte pământuri ale familiei Brunonen,iar din jur de 1051 a împărțit autoritatea în regiune cu episcopul de Hildesheim. El și-a extins dominația în regiunea Frizia, sub suzeranitatea arhiepiscopului de Hamburg-Bremen.
Deși aflat într-o relația strânsă cu dinastia Saliană, Ekbert a participat la lovitura de stat de la Kaiserswerth din 1062, în care un grup de nobili de sub coordonarea arhiepiscopului Anno al II-lea de Köln, a încercat să slăbească autoritatea Regatului Germaniei al împăratului Henric al IV-lea și al mamei acestuia, regenta Agnes de Poitou.
În 1058, Ekbert s-a căsătorit cu Irmgarda (Aemilia sau Immula), fiica lui Ulric Manfred al II-lea de Torino și văduvă a lui Otto de Schweinfurt. Unicul său fiu, Egbert al II-lea, i-a succedat în Meissen. Fiica sa, Gertruda va aduce mai târziu soțului ei, Henric de Eilenburg Meissen ca dotă.